# Afrotocepheus berndi
Afrotocepheus berndi är en kvalsterart som först beskrevs av Sandór Mahunka 1994.  Afrotocepheus berndi ingår i släktet Afrotocepheus och familjen Tetracondylidae. Inga underarter finns listade i Catalogue of Life.